# 第174回国会

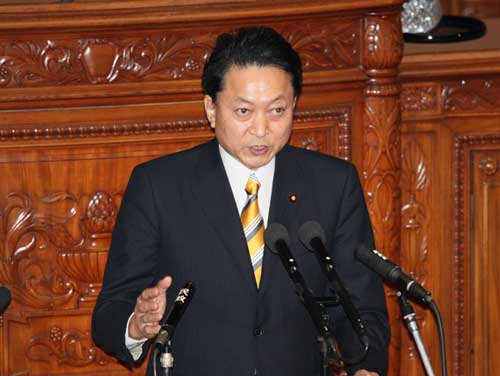
施政方針演説を行う鳩山由紀夫内閣総理大臣（2010年1月29日）

第174回国会（だい174かいこっかい）とは、2010年1月18日に召集された通常国会である。会期は6月16日までの150日間であった。

## 概要
民主党が与党となってからはじめての通常国会である。今国会の焦点は2009年度第2次補正予算案の早期成立と2010年度予算案の年度内成立、普天間基地移設問題の5月内決着などである。
自民党を中心とする野党は、鳩山内閣のアキレス腱とも言われる、鳩山由紀夫内閣総理大臣や民主党小沢一郎幹事長の政治資金収支報告書虚偽記載問題の追及などで攻勢を図る。
普天間基地移設問題などにより鳩山内閣の支持率は急落し、参議院選挙直前に辞任した鳩山の後任として民主党代表選で選ばれた菅直人が首相に就任し支持率は急上昇を見せた。高支持率のまま参議院選挙に突入することを目的としたために、与野党が双方向で議論できる予算委員会が開かれないまま参院選に突入したり、国会最終日の参議院本会議に提出された閣僚の問責決議案や参議院議長不信任決議案が採決されずに会期末処理をしない異常事態が発生した。
なお当国会における政府提出法案の成立率は55.6％（提出法案63本中35本が成立）と戦後最低を記録した（本国会中に制定された法律等については第174回国会、制定法律の一覧を参照のこと）。

## 各党・会派の議席数
| 計480、2010年4月13日時点 - 民主党・無所属クラブ - 310 - 自由民主党・無所属の会 - 116 - 公明党 - 21 - 日本共産党 - 9 - 社会民主党・市民連合 - 7 - みんなの党 - 5 - 国民新党 - 3 - たちあがれ日本 - 3 - 国益と国民の生活を守る会 - 2 - 無所属 - 4（議長：横路孝弘 - 民主党から離脱、副議長：衛藤征士郎 - 自民党から離脱、元民主党1、元自民党1） - 欠員 - 0 | 計242、2010年5月14日時点 - 民主党・新緑風会・国民新・日本 - 122 - 自由民主党 - 71 - 公明党 - 21 - 日本共産党 - 7 - 新党改革 - 6 - 社会民主党・護憲連合 - 5 - たちあがれ日本 - 2 - 各派に属しない議員 - 6（議長：江田五月 - 民主党から離脱、副議長：山東昭子 - 自民党から離脱、沖縄社会大衆党1、みんなの党1、幸福実現党1、元自民党2） - 欠員 - 1 |

## 主な審議議案

### 衆法（衆議院議員提出法律案）
| 提出回次 | 議案件名 | 結果 | 備考 |
| -------- | --- | ---- | ---- |
| 174      | 過疎地域自立促進特別措置法の一部を改正する法律案                                                             | 成立 |      |
| 174      | 北朝鮮当局によって拉致された被害者等の支援に関する法律の一部を改正する法律案                                 | 成立 |      |
| 174      | 地震防災対策強化地域における地震対策緊急整備事業に係る国の財政上の特別措置に関する法律の一部を改正する法律案 | 成立 |      |
| 174      | 国立国会図書館法の規定により行政各部門に置かれる支部図書館及びその職員に関する法律の一部を改正する法律案     | 成立 |      |
| 174      | 国民年金法等の一部を改正する法律案                                                                           | 成立 |      |
| 174      | 厚生年金保険の保険給付及び国民年金の給付の支払の遅延に係る加算金の支給に関する法律等の一部を改正する法律案   | 成立 |      |
| 174      | PTA・青少年教育団体共済法案                                                                                  | 成立 |      |
| 174      | 口蹄疫対策特別措置法案                                                                                       | 成立 |      |

### 参法（参議院議員提出法律案）
| 提出回次 | 議案件名                                     | 結果 | 備考 |
| -------- | -------------------------------------------- | ---- | ---- |
| 174      | 母体保護法の一部を改正する法律案             | 成立 |      |
| 174      | 戦後強制抑留者に係る問題に関する特別措置法案 | 成立 |      |

### 閣法（内閣提出法律案）
| 提出回次 | 議案件名                                                                                           | 結果 | 備考 |
| -------- | -------------------------------------------------------------------------------------------------- | ---- | ---- |
| 173      | 国際連合安全保障理事会決議第千八百七十四号等を踏まえ我が国が実施する貨物検査等に関する特別措置法案 | 成立 |      |
| 174      | 地方交付税法及び特別会計に関する法律の一部を改正する法律案                                         | 成立 |      |
| 174      | 雇用保険法の一部を改正する法律案                                                                   | 成立 |      |
| 174      | 平成二十二年度における財政運営のための公債の発行の特例等に関する法律案                             | 成立 |      |
| 174      | 裁判所職員定員法の一部を改正する法律案                                                             | 成立 |      |
| 174      | 公立高等学校に係る授業料の不徴収及び高等学校等就学支援金の支給に関する法律案                       | 成立 |      |
| 174      | 平成二十二年度における子ども手当の支給に関する法律案                                               | 成立 |      |
| 174      | 介護保険法施行法の一部を改正する法律案                                                             | 成立 |      |
| 174      | 雇用保険法等の一部を改正する法律案                                                                 | 成立 |      |
| 174      | 国土調査促進特別措置法及び国土調査法の一部を改正する法律案                                         | 成立 |      |
| 174      | 国の直轄事業に係る都道府県等の維持管理負担金の廃止等のための関係法律の整備に関する法律案           | 成立 |      |
| 174      | 海洋汚染等及び海上災害の防止に関する法律等の一部を改正する法律案                                   | 成立 |      |
| 174      | 在外公館の名称及び位置並びに在外公館に勤務する外務公務員の給与に関する法律の一部を改正する法律案   | 成立 |      |
| 174      | 所得税法等の一部を改正する法律案                                                                   | 成立 |      |
| 174      | 租税特別措置の適用状況の透明化等に関する法律案                                                     | 成立 |      |
| 174      | 排他的経済水域及び大陸棚の保全及び利用の促進のための低潮線の保全及び拠点施設の整備等に関する法律案 | 成立 |      |
| 174      | 地方税法等の一部を改正する法律案                                                                   | 成立 |      |
| 174      | 地方交付税法等の一部を改正する法律案                                                               | 成立 |      |
| 174      | 市町村の合併の特例等に関する法律の一部を改正する法律案                                             | 成立 |      |
| 174      | 独立行政法人通則法の一部を改正する法律案                                                           | 成立 |      |
| 174      | 関税法及び関税暫定措置法の一部を改正する法律案                                                     | 成立 |      |
| 174      | 株式会社日本政策金融公庫法の一部を改正する法律案                                                   | 成立 |      |
| 174      | 農業経営に関する金融上の措置の改善のための農業改良資金助成法等の一部を改正する法律案               | 成立 |      |
| 174      | 医療保険制度の安定的運営を図るための国民健康保険法等の一部を改正する法律案                         | 成立 |      |
| 174      | 児童扶養手当法の一部を改正する法律案                                                               | 成立 |      |
| 174      | エネルギー環境適合製品の開発及び製造を行う事業の促進に関する法律案                                 | 成立 |      |
| 174      | 独立行政法人石油天然ガス・金属鉱物資源機構法の一部を改正する法律案                                 | 成立 |      |
| 174      | 国際受刑者移送法の一部を改正する法律案                                                             | 成立 |      |
| 174      | 大気汚染防止法及び水質汚濁防止法の一部を改正する法律案                                             | 成立 |      |
| 174      | 放射性同位元素等による放射線障害の防止に関する法律の一部を改正する法律案                           | 成立 |      |
| 174      | 廃棄物の処理及び清掃に関する法律の一部を改正する法律案                                             | 成立 |      |
| 174      | 金融商品取引法等の一部を改正する法律案                                                             | 成立 |      |
| 174      | 公共建築物等における木材の利用の促進に関する法律案                                                 | 成立 |      |
| 174      | 小規模企業共済法の一部を改正する法律案                                                             | 成立 |      |
| 174      | 中小企業倒産防止共済法の一部を改正する法律案                                                       | 成立 |      |
| 174      | 刑法及び刑事訴訟法の一部を改正する法律案                                                           | 成立 |      |

### 予算
| 提出回次 | 議案件名                                   | 結果 | 備考 |
| -------- | ------------------------------------------ | ---- | ---- |
| 174      | 平成二十一年度一般会計補正予算（第２号）   | 成立 |      |
| 174      | 平成二十一年度特別会計補正予算（特第２号） | 成立 |      |
| 174      | 平成二十二年度一般会計予算                 | 成立 |      |
| 174      | 平成二十二年度特別会計予算                 | 成立 |      |
| 174      | 平成二十二年度政府関係機関予算             | 成立 |      |

### 条約
| 提出回次 | 議案件名 | 結果     | 備考 |
| -------- | --- | -------- | ---- |
| 174      | 日・露刑事共助条約                                                                                             | 両院承認 |      |
| 174      | 日・EU刑事共助協定                                                                                             | 両院承認 |      |
| 174      | 日・タイ受刑者移送条約                                                                                         | 両院承認 |      |
| 174      | 脱税の防止のための情報の交換及び個人の所得についての課税権の配分に関する日本国政府とバミューダ政府との間の協定 | 両院承認 |      |
| 174      | 日・シンガポール租税協定改正議定書                                                                             | 両院承認 |      |
| 174      | 日・マレーシア租税協定改正議定書                                                                               | 両院承認 |      |
| 174      | 日・ベルギー租税条約改正議定書                                                                                 | 両院承認 |      |
| 174      | 日・ルクセンブルク租税条約改正議定書                                                                           | 両院承認 |      |
| 174      | 日・クウェート租税条約                                                                                         | 両院承認 |      |
| 174      | 日・アイルランド社会保障協定                                                                                   | 両院承認 |      |
| 174      | 日・マカオ航空協定                                                                                             | 両院承認 |      |
| 174      | 国際移住機関特権免除協定                                                                                       | 両院承認 |      |
| 174      | 国際再生可能エネルギー機関憲章                                                                                 | 両院承認 |      |
| 174      | 日・カザフスタン原子力協定                                                                                     | 両院承認 |      |

## 今国会の動き

### 召集前
- 2009年12月4日 - 第173回国会会期末。
- 12月18日 - 自民党の田村耕太郎参議院議員が離党表明。
- 12月22日 - 自民党の長谷川大紋参議院議員が離党表明。
- 12月24日 - 東京地検特捜部が政治資金規正法違反の容疑で鳩山由紀夫内閣総理大臣の元公設秘書を在宅起訴、別の元政策秘書を略式起訴処分。
- 12月25日
  - 政府が2010年度予算案を閣議決定。
  - 自民党の山内俊夫参議院議員が離党届を提出。
- 12月30日 - 自民党の吉村剛太郎参議院議員が離党届を提出。
- 2010年1月6日 - 藤井裕久財務相が辞任、後任に菅直人副総理が兼務し、菅が勤めていた国家戦略担当相は 仙谷由人行政刷新担当相が兼務。
- 1月15日 - 東京地検特捜部は、民主党小沢一郎幹事長の「陸山会」の土地購入を巡る一連の事件で、小沢幹事長の元秘書で同党の石川知裕衆院議員ら3人を、政治資金規正法違反容疑で逮捕。

### 会期中

#### 1月
- 18日 - 召集。開会式。菅直人財務大臣の財政演説。
- 19日 - 財政演説に対する衆議院の各党代表質問。
- 20日 - 財政演説に対する参議院の各党代表質問。
- 23日 - 東京地検特捜部は、民主党小沢一郎幹事長の「陸山会」の土地購入を巡る一連の事件で、小沢幹事長を事情聴取。
- 29日 - 鳩山由紀夫内閣総理大臣の施政方針、岡田克也外務大臣の外交、菅直人財務・経済財政担当大臣の経済、財政演説（いわゆる「政府四演説」）。

#### 2月
- 1日・2日 - 政府4演説に対する衆議院の各党代表質問。民主党・無所属クラブと国民新党は政府と一体であるとして行わず、結果的に社会民主党・市民連合が政府与党を代表する形で質問を行った。
- 2日・3日 - 政府4演説に対する参議院の各党代表質問。参議院では全会派が質問した。
- 9日 - 自由民主党を離党した田村耕太郎参議院議員が民主党に入党。民主党は参議院で単独過半数を得る[3]。
- 10日 - 枝野幸男衆議院議員が行政刷新担当相に就任[4]。
- 16日
  - 自由民主党を離党した吉村剛太郎参議院議員が国民新党に入党。この国会閉会後実施の第22回参議院議員通常選挙には国民新党の候補として福岡県選挙区から立候補することを表明。
- 月中 - 橋本聖子参議院議員（自由民主党）がバンクーバーオリンピック日本選手団団長に選ばれたため、長期の海外出張。期間中参議院では自由民主党・改革クラブの所属議員数が実質1減。
- 23日 ～ 24日 - 自民党が審議拒否、空転。
- 25日
  - 3日ぶりに正常化。
  - 横路孝弘衆議院議長に対する不信任決議案を否決

#### 3月
- 1日
  - 民主党の小林千代美衆議院議員が北海道教職員組合（北教組）から違法献金を受け取ったとされる問題で北海道教職員組合委員長代理ら4名を札幌地方検察庁が政治資金規正法違反の疑いで逮捕。
  - 元政策秘書の小見山幸治を応援するために松田岩夫が自民党に離党届を提出[5]。
- 2日 - 平成22年度予算案が衆議院本会議で可決。
- 3月12日 - 衆議院厚生労働委員会にて子ども手当法案が可決。
- 3月12日 - 衆議院文部科学委員会にて高校無償化法案が可決。
- 13日 - 民主党の小林千代美衆議院議員が北海道教職員組合（北教組）から違法献金を受け取ったとされる問題で札幌地方検察庁が小林議員から事情聴取。
- 15日
  - 鳩山邦夫元総務大臣が自民党に離党届を提出。
  - 園田博之自民党幹事長代理が辞任。
- 18日 - 民主党が新聞で小沢一郎幹事長の辞任要求をした生方幸夫副幹事長を解任、後任に辻恵衆議院議員。
- 23日 - 民主党が18日に副幹事長を解任された生方幸夫衆議院議員の解任を撤回。
- 24日 - 参議院本会議で平成22年度予算案を可決成立。
- 31日 - 2度目の党首討論が行われ普天間問題が争点となる。

#### 4月
- 2日 - 自民党の若林正俊元環境大臣が議員辞職。
- 3日 - 自民党の与謝野馨元・財務・金融担当大臣が自民党に離党届を提出。
- 5日 - 自民党の園田博之前・幹事長代理が自民党に離党届を提出。
- 6日 - 公明党の神崎武法元・代表が議員辞職。
- 7日 - 自民党の中川義雄参議院議員が自民党に離党届を提出
- 8日 - 自民党の藤井孝男参議院議員が自民党に離党届を提出
- 10日 - たちあがれ日本結党
- 14日 - 衆議院厚生労働委員会で国民健康保険法改正案が可決。
- 19日 - 自民党の小池正勝参議院議員が自民党に離党届を提出。
- 21日 - 今国会3回目の党首討論
- 22日-
  - 政治資金規正法違反の罪に問われた鳩山由紀夫首相の元・公設第1秘書に東京地方裁判所が禁錮2年・執行猶予3年の有罪判決。
  - 舛添要一元・厚生労働大臣、矢野哲朗参議院議員が自民党に離党届を提出。
- 23日
  - 自民党を離党した舛添要一・矢野哲朗・小池正勝の参議院議員3名が改革クラブに入党し、党名を新党改革に変更。これに伴い、自民党との統一会派を解消。
  - 中村喜四郎衆議院議員と大江康弘参議院議員は舛添への反発から23日までに新党改革への不参加及び、新たに一人会派「改革クラブ」を衆参でそれぞれ立ち上げて引き続き自民党との統一会派を維持する方針を表明。
- 26日 - 鳩山由紀夫首相の偽装献金事件で東京第4検察審査会は鳩山首相を不起訴相当の決定。
- 27日
  - 小沢一郎民主党幹事長の資金管理団体の土地取引疑惑問題で東京第5検察審査会は小沢幹事長に起訴相当の決定。
  - 先に自民党に離党届を提出した舛添要一前・厚生労働大臣、与謝野馨元・財務・金融担当大臣に対し自民党の党紀委員会が除名処分を決定。

#### 5月
- 14日 - 大江康弘参議院議員が幸福実現党に入党。
- 15日 - 4月27日に小沢一郎民主党幹事長の資金管理団体の土地取引疑惑問題で東京第5検察審査会が小沢幹事長に起訴相当の決定をした事を受け東京地検特捜部が小沢幹事長を3度目の事情聴取。
- 21日 - 小沢一郎民主党幹事長の資金管理団体の土地取引疑惑問題で東京地検特捜部は小沢幹事長を2度目の不起訴とし検察審査会が再審査へ。
- 24日 - 政治倫理の確立及び公職選挙法改正に関する特別委員会（委員長：民主党牧野聖修議員）にて国会議員の選挙等執行経費基準法改正法案が可決。
- 28日 - 米軍普天間飛行場移設問題をめぐり、沖縄県名護市辺野古崎への移設に反対して政府方針に署名しないことを明言していた社民党党首の福島瑞穂消費者・少子化担当相を罷免、後任に平野博文内閣官房長官を兼務させる人事を臨時閣議で決定したことが発表される[6]。
- 29日 - 福島消費者・少子化担当相の罷免を受け、社民党が連立与党からの離脱を表明。

#### 6月
- 2日 - 鳩山由紀夫首相が民主党両院議員総会で発言を求め辞任表明。
- 4日 - 鳩山内閣が総辞職。衆参両院で内閣総理大臣指名選挙が行われ菅直人を第94代首相に選出。（6月8日まで、鳩山内閣が職務執行内閣）
- 8日 - 菅内閣発足。
- 11日 - 亀井静香内閣府特命担当大臣（金融）が辞任、衆参両院で菅首相の所信表明演説。
- 14日 - 衆議院で菅首相の所信表明演説に対する代表質問
- 15日 - 参議院で菅首相の所信表明演説に対する代表質問
- 16日 - 菅内閣不信任決議案を否決し閉会。夕方の臨時閣議において参議院選挙の日程を「7月11日」とすることが決定される。